# 施萊 (明尼蘇達州)
施萊（英語：Schley）是位於美國明尼蘇達州卡斯縣的一個非建制地區。

## 地理
施萊所處的海拔為高於海平面400米（即1312英呎），而該地所採用的時區為UTC-6，即北美中部時區（CST）。同時該地設有夏令時間，為UTC-6調快一小時，即UTC-5（CDT）。